# 風の中の子供
『風の中の子供』（かぜのなかのこども）は、坪田譲治による、日本の児童文学作品。新聞連載作品として執筆され、のちに単行本化される。その後、映画化、テレビドラマ化もなされた。岡山市役所やいずみ書房創業者の酒井義夫は、本作を坪田の代表作であると紹介する。本項では、映像化作品についても記述する。

## 概要
東京朝日新聞の夕刊に1936年9月5日から11月6日まで連載された。12月刊行。坪田の出身地である岡山市を舞台に、坪田作品にシリーズとして登場する善太と三平の兄弟が、大人の過酷な世界（父親が無実の罪で逮捕される）の中で生きる姿を描いている。
連載終了後の1936年12月に竹村書房から単行本が刊行された。

## あらすじ
賢兄愚弟の典型のような兄弟がいる。弟の名は三平。母は、優秀な兄貴と対照的に、乙と丙ばかりで甲がひとつもない三平が心配でしょうがないが、父は結構なことだと思って気にしない。そんなとき、父が私文書偽造の容疑で逮捕され、三平は叔父に引き取られることになる。そして、事態は思わぬ方向へ向かう。

## 1937年版
松竹の製作で、1937年11月11日に公開された。小津映画の顔になる前の笠智衆が脇役で登場。
キネマ旬報ベストテンで４位であった。

### スタッフ
- 監督：清水宏
- 原作：坪田譲治
- 脚色：斎藤良輔
- 音楽：伊藤宣二

### キャスト
- 父親：河村黎吉
- 母親：吉川満子
- 善太：葉山正雄
- 三平：爆弾小僧
- おぢさん：坂本武
- おばさん：岡村文子
- 幸介：末松孝行
- 美代子：長船タヅコ
- 佐山：石山隆嗣(石山龍児)
- 金太郎：アメリカ小僧
- 正太：突貫小僧
- 巡査：笠智衆

## 1957年版
東宝の製作で1957年10月27日に公開された。

### スタッフ
以下のスタッフ名は東宝WEBに従った。
- 製作：宇佐美仁
- 監督：山本嘉次郎
- 原作：坪田譲治
- 脚色：山本嘉次郎
- 撮影：芦田勇
- 美術：浜上兵衛
- 録音：三上長七郎
- 照明：森茂
- 音楽：団伊玖磨
- 編集：小畑長蔵
- スチール：高木暢二

### キャスト
以下の役名と出演者名は東宝WEBに従った。
- 祖父 小野甚七：笠智衆
- 祖母 千里：英百合子
- 父 青山一郎：加藤和夫
- 母 久子：津島恵子
- 善太：久保賢
- 三平：小柳徹
- 老会貞三：森川信
- 貞三の妻 光子：都家かつ江
- 平田昭彦
- 金太郎：石川彬
- 校長先生：今村源兵
- 作造（小野家の下男）：広田新二郎
- 巡査：谷晃老
- 土屋詩朗
- 草間璋夫
- 榊田敬二
- 小野松枝
- 上野明美
- 岡部正
- 熊次郎（町の子供）：小神野和男
- 正六（町の子供）：白田肇
- 高次（町の子供）：亀谷雅敬
- 栄三（町の子供）：沢村ゆたか
- 村の子供：市川かつじ
- 三井正吉

## テレビドラマ版
テレビドラマは、1964年にTBS系列の『明星杉の子劇場』（月曜18:00 - 18:30。明星食品一社提供）、1965年にNHK総合の『こども劇場』（日曜9:00 - 9:30）、1974年に同じくNHK総合の『少年ドラマシリーズ』（当時月曜 - 木曜18:05 - 18:30）で、それぞれ放送された。いずれも原作は同じだが、タイトルは微妙に違っている。

### 明星杉の子劇場版
『風の中の子ども』というタイトルで、1964年7月6日から同年9月28日まで放送。初のドラマ化と共に、唯一の民放での放送でもある。また『明星杉の子劇場』では最後の作品。

### こども劇場版
『風の中のこども』というタイトルで、1965年3月14日に放送。唯一の単発作品。無名時代の古谷徹（声優）が出演。

#### キャスト
- 大山尚雄
- 古谷徹
- ほか

### 少年ドラマシリーズ版
原作通りの『風の中の子供』で、1974年8月27日から同年9月4日まで放送。善太役の佐藤宏之は後に『忍者キャプター』で泉敬太（風忍キャプター6）を演じ、三平役のすのうち滋之（当時：簾内）は後に『少年探偵団』『5年3組魔法組』にレギュラー出演する。

#### キャスト
- 善太：佐藤宏之
- 三平：すのうち滋之
- 中山昭二
- 安井昌二
- 稲垣美穂子
- ほか

#### スタッフ
- 原作：坪田譲治
- 脚本：須藤出穂
- 演出：伊藤美行
- 制作：NHK